# Hedenhös (uttryck)
Hedenhös, i uttryck som "inte sedan hedenhös", "från hedenhös", "uti hedenhös", "som i hedenhös", "sedan hedenhös gick i kortbyxor", avser mer eller mindre poetiskt den hedniska forntiden.  Ursprungligen en fornsvensk formulering med betydelsen "från hednisk karls tid", och har ofta uppfattats som anspelande på de stora gravhögarna från hednisk tid, "hedenhög". 
I samtida prosa används hedenhös för att symbolisera att någonting är omodernt. "Affärssystemet Bison ansågs länge ha en Hedenhösstämpel på sig. Så är inte längre fallet." 
I Georg Stiernhielms Musæ Suetizantes (tryckt 1668) förklaras ordet hedenhöös, att det är från den tiden då hedendomen var i Sverige. Höös, är egentligen huvud, och betyder här ”upphov” och ”begynnelse” (från dikten Hercules).
Uttrycket har bland annat gett namn till barnböckerna om Barna Hedenhös.